# Clelia Garibaldi
Clelia Garibaldi (Caprera, 16 febbraio 1867 – Caprera, 2 febbraio 1959) è stata una scrittrice italiana.
Primogenita di Giuseppe Garibaldi e Francesca Armosino, ha dedicato tutta la vita alla memoria del padre, curando la casa museo di Caprera, accogliendo ospiti e visitatori e scrivendo le sue memorie.

## Biografia

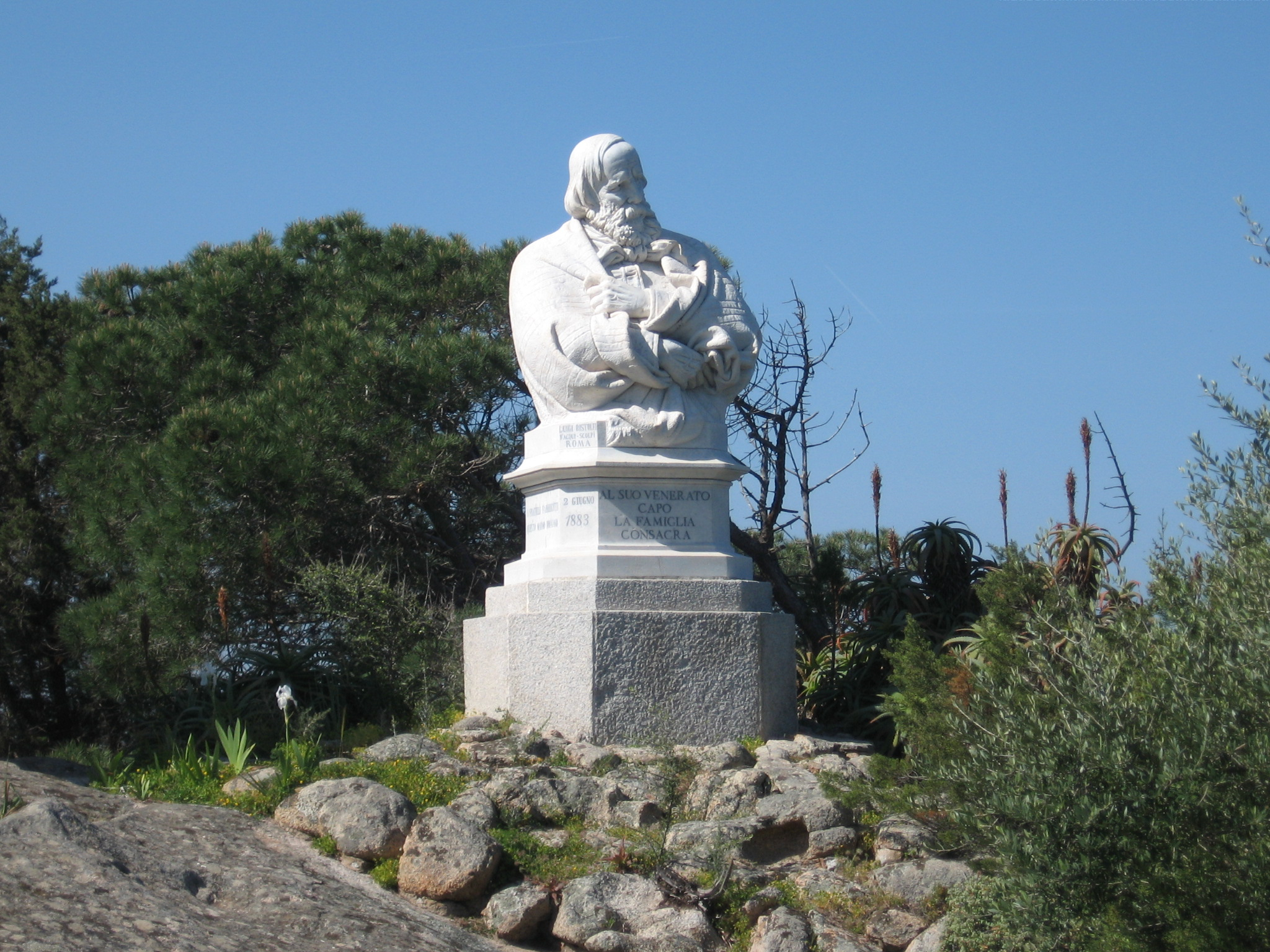
Caprera: monumento a Garibaldi

Nacque dall'unione illegittima tra Giuseppe Garibaldi e Francesca Armosino (i due al tempo non erano sposati poiché Garibaldi non aveva ancora ottenuto l'annullamento del precedente matrimonio con Giuseppina Raimondi) il 16 febbraio 1867 a Caprera, nel comune di La Maddalena , ricevendo il nome di Clelia in omaggio a quello della protagonista del primo romanzo di Garibaldi, che il Generale aveva da poco cominciato a scrivere.
Orfana del padre all'età di 15 anni, fin dalla giovinezza Clelia si occupò di custodire le memorie paterne, ricevendo nella casa di Caprera quanti volevano rendere omaggio alla tomba dell'eroe dei due mondi. Vi accolse molte personalità politiche, ma anche gruppi di giovani e gente comune, ai quali si concedeva in lunghi racconti di episodi della vita con suo padre.
Nel 1884 sposò a Torino Vittorio Graziadei, ma il matrimonio finì con una separazione nel 1889 e in famiglia si tenne il più stretto riserbo su questa infelice vicenda matrimoniale, a seguito della quale Clelia lasciò Torino per trasferirsi definitivamente a Caprera.
Il padre godeva di un vitalizio di 100 000 lire, assegnato nel 1876 dal governo Depretis, che nel 1882 - anno della sua morte - passò per reversibilità ai figli e alla vedova.
La figlia Clelia iniziò a percepire una pensione di 10 000 lire annue, che nel 1882 era una cifra cospicua; l'inflazione che colpì il nuovo regno però faceva rapidamente perdere potere d'acquisto alla lira. Nel 1925 la pensione fu portata a 13 000 lire, che con gli anni divennero ugualmente una cifra irrisoria, per cui nel 1946 fu infine portata a 120 000 lire annue (all'incirca 4 600 euro adeguando il cambio all'inflazione).
Clelia Garibaldi, quindi, ebbe una vita semplice. Con l'aiuto di alcuni collaboratori si impegnò in opere di aiuto e beneficenza soprattutto per i bambini: raccolse denaro vendendo cartoline autografe di Caprera o piccoli cimeli che ricordavano suo padre e inviò così donazioni a strutture per l'infanzia.
Trascorse interamente la sua vita tra la "Casa Bianca" di Caprera, che Garibaldi aveva scelto per trascorrervi gli ultimi anni della sua vita, e quella di Livorno (Villa Donekoy all'Ardenza), acquistata da sua madre Francesca nel 1888, quando il figlio Manlio frequentava l'Accademia Navale di Livorno.

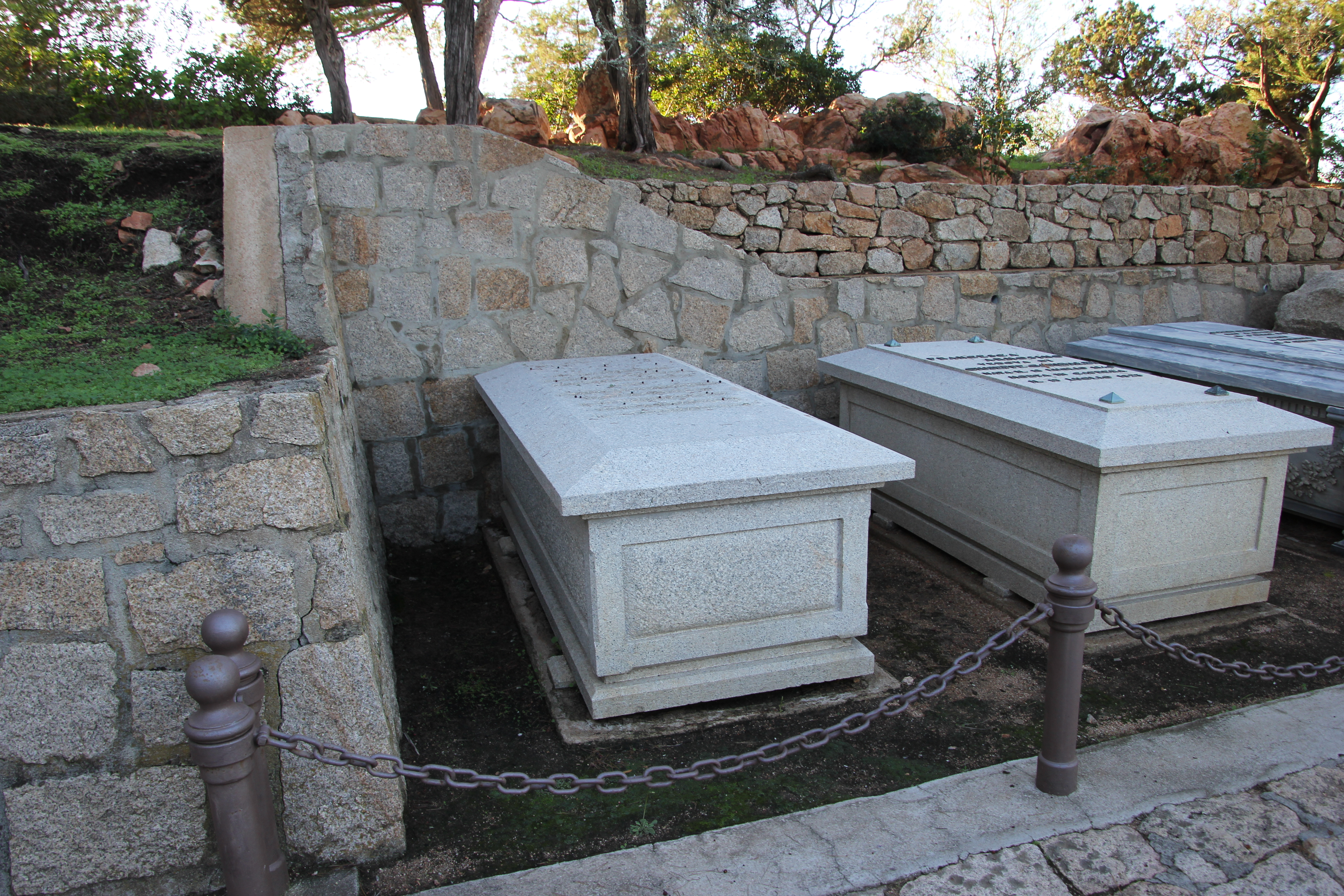
La tomba di Clelia Garibaldi, a Caprera.

Donna Clelia, così era chiamata da tutti per riservarle un particolare rispetto e riconoscimento, fu sempre fedele alle convinzioni di suo padre, ma si mantenne sempre estranea a qualunque tentativo di sfruttare a fini politici il nome che portava. Tuttavia, nel 1948 fu candidata al Senato nelle liste del Partito Repubblicano Italiano. 
Anche in tarda età non perse la determinazione nel comunicare e intrattenere relazioni con l'esterno. Per poter parlare con i visitatori che da tutto il mondo venivano a trovarla, negli ultimi anni di vita iniziò a studiare l'esperanto, come riferì in un'intervista a Gigi Ghirotti de "La Stampa". Ebbe dei contatti col gruppo esperantista di Milano, al quale inviò il seguente messaggio:
("L'Esperanto" 1955-31, p. 11.)
A seguito dell'intervista, ricevette molteplici lettere di sostegno da esperantisti, alle quali rispose inviando i suoi ringraziamenti alla rivista principale del movimento esperantista italiano, L'Esperanto.
Clelia Garibaldi morì all'età di 91 anni; la sua salma riposa nel cimitero di Caprera accanto alle tombe del padre, della madre Francesca Armosino e dei fratelli Manlio e Rosa.

## Opere
Negli ultimi anni della sua vita, Clelia Garibaldi raccolse, con l'aiuto di Clelia Gonella (che risulta essere figlia di tal Paolo Gonella vedovo, che in seconde nozze sposò Gemma Armosino, cugina di Clelia Garibaldi), le sue memorie in un libro intitolato Mio padre, pubblicato per la prima volta dalla casa editrice Vallecchi nel 1948. Nel 2007 è uscita una seconda edizione del libro, pubblicata dalla casa editrice Erasmo. Il libro presenta un ritratto inedito dell'eroe dei due mondi, facendone emergere i tratti più intimi e famigliari.
Nel 1948 pubblicò un romanzo, Manlio, scritto dal padre.